# Malá Ida
Malá Ida (in ungherese Kisida) è un comune della Slovacchia facente parte del distretto di Košice-okolie, nella regione di Košice.